# Pogostemon benghalensis
Pogostemon benghalensis là một loài thực vật có hoa trong họ Hoa môi. Loài này được (Burm.f.) Kuntze miêu tả khoa học đầu tiên năm 1891.

## Hình ảnh

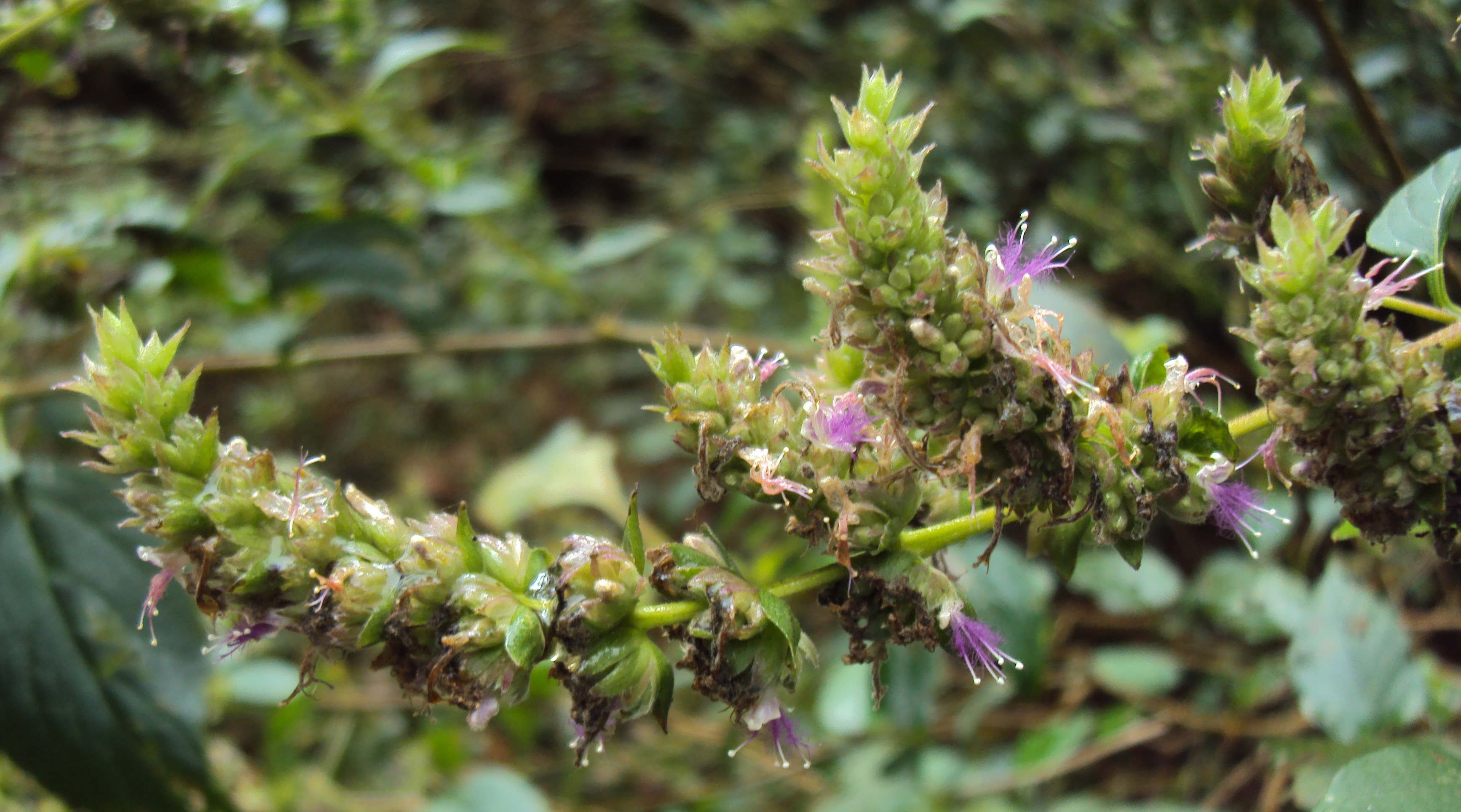
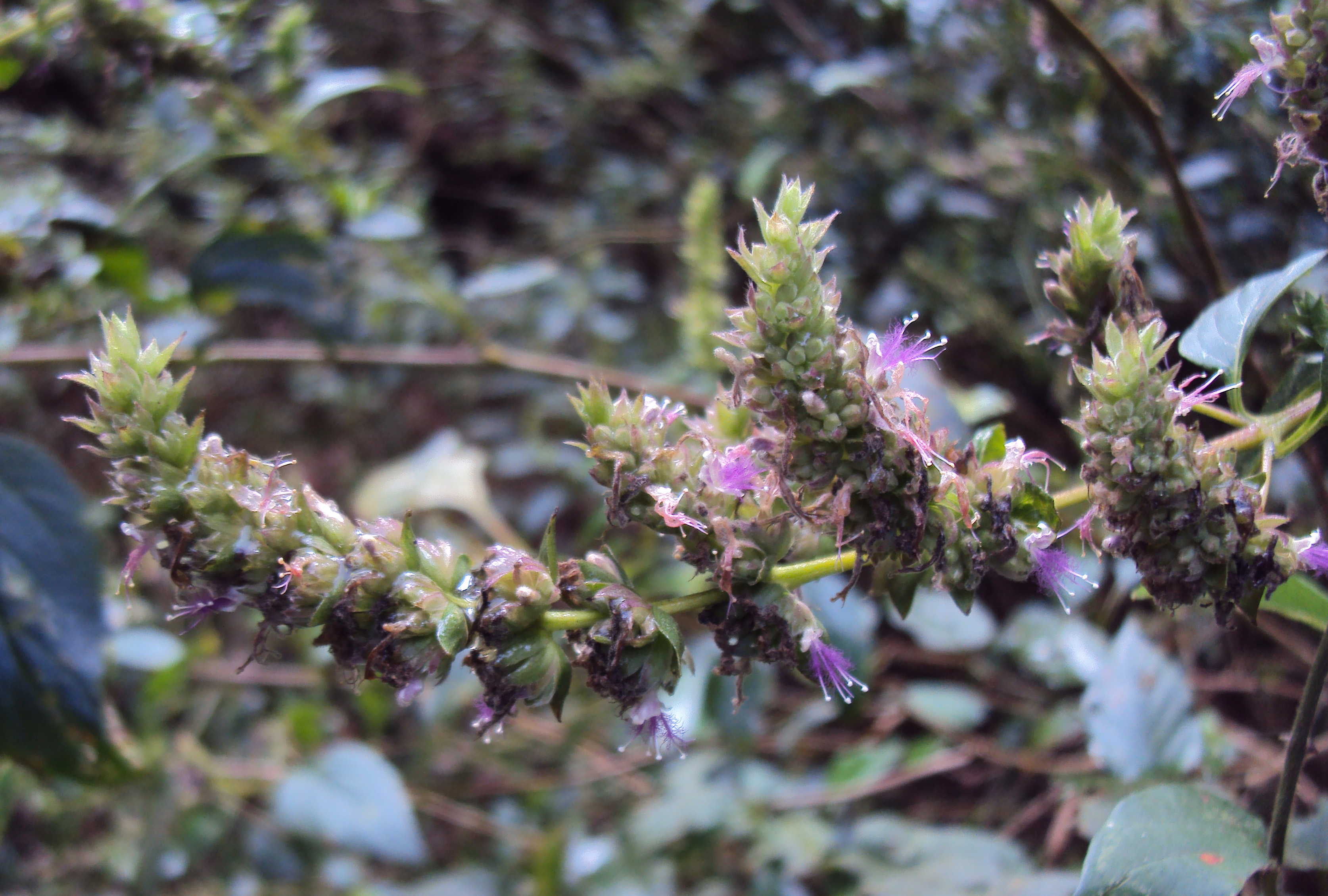
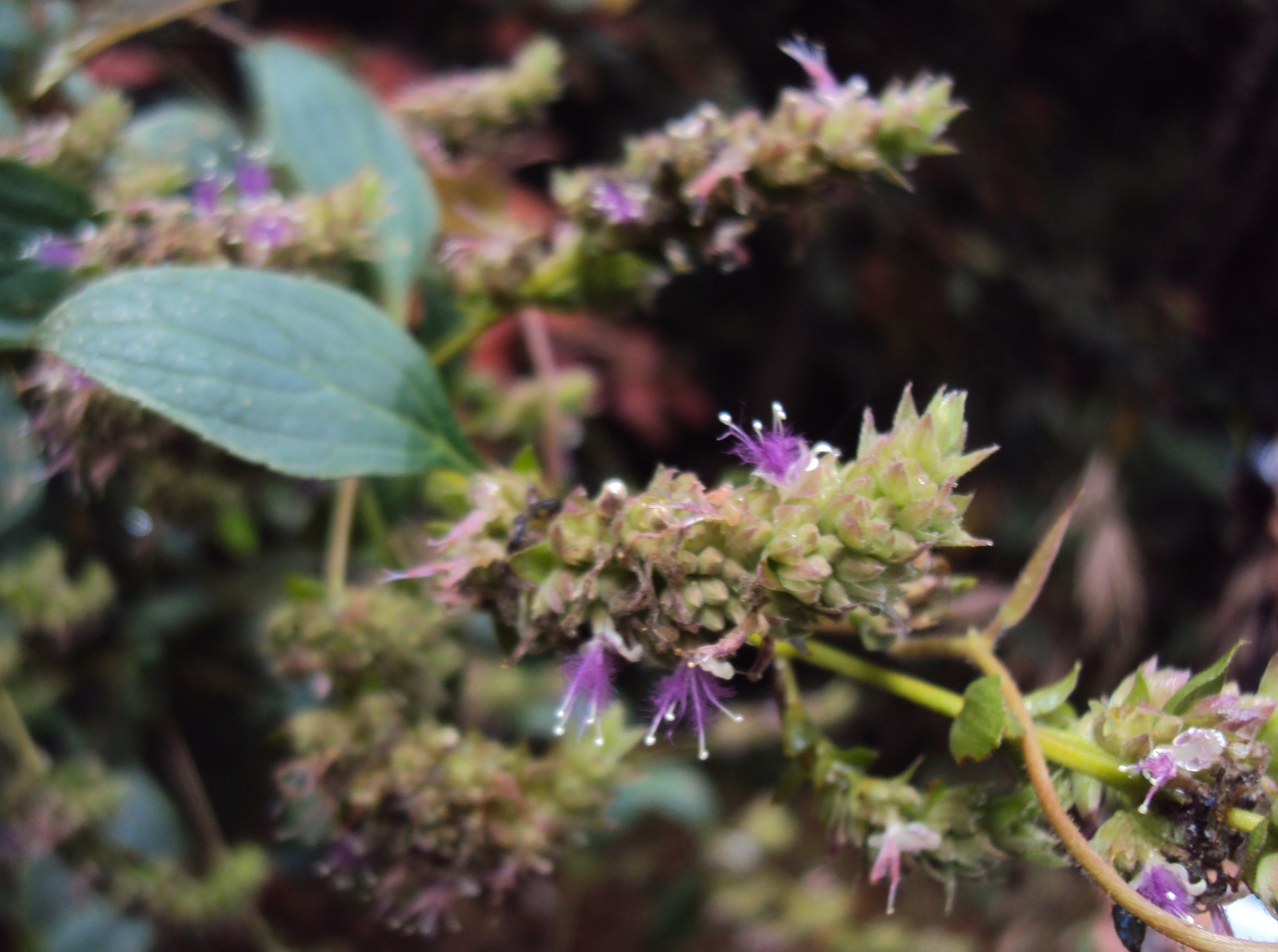
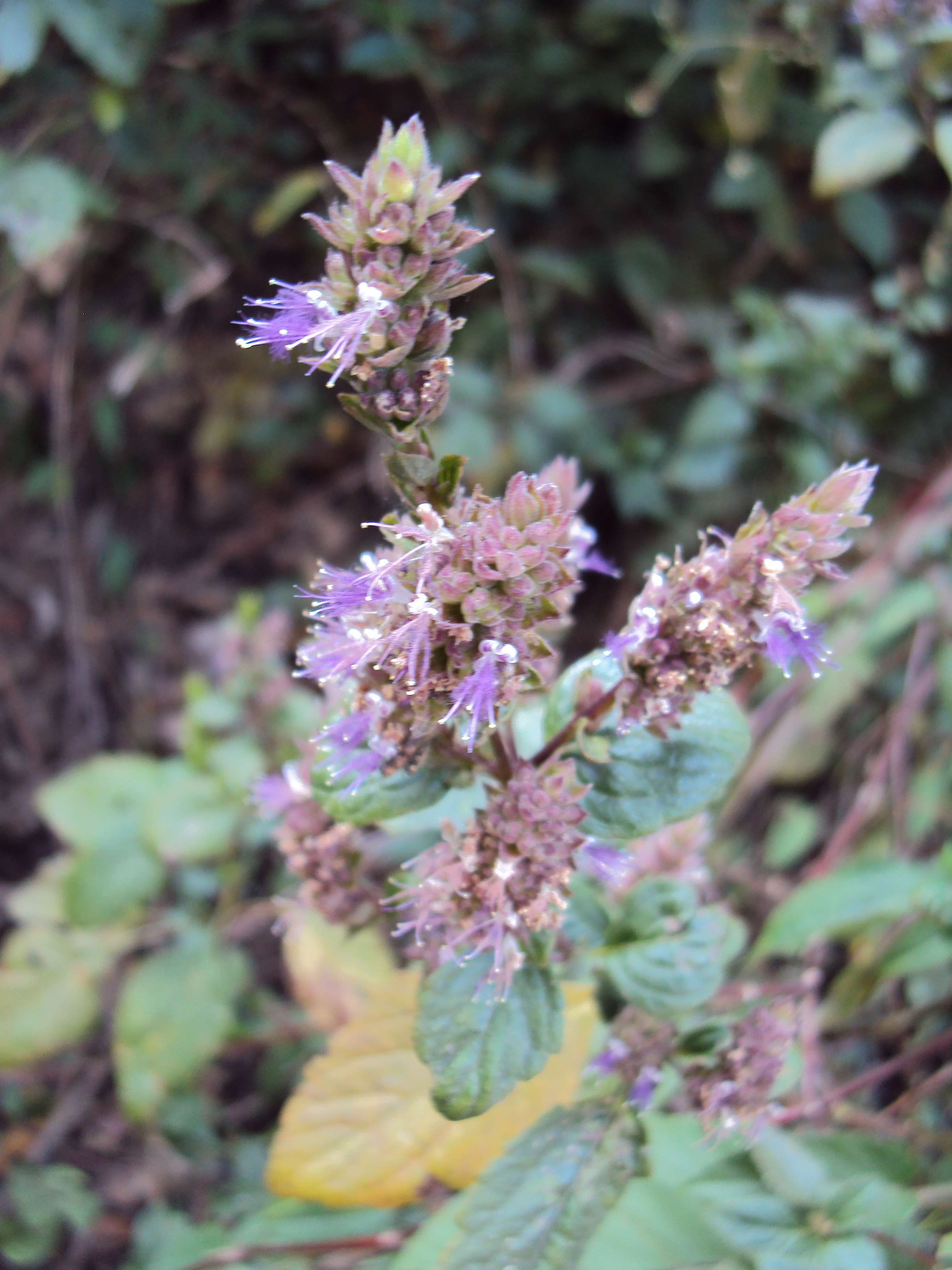